# Gmina Trzeszczany
Die Gmina Trzeszczany ist eine Landgemeinde im Powiat Hrubieszowski der Woiwodschaft Lublin in Polen. Ihr Sitz ist Trzeszczany Pierwsze (bis 1999: Trzeszczany) mit insgesamt 928 Einwohnern (2011).

## Geographie
Die Landgemeinde hat eine Fläche von 90 Quadratkilometern, von denen 80 % land- und 13 % forstwirtschaftlich genutzt werden. Der Hauptort der Gemeinde liegt etwa 14 Kilometer westlich der Kreisstadt Hrubieszów.

## Geschichte
Die Gemeinde gehörte von 1975 bis 1998 zur Woiwodschaft Zamość.

## Gliederung
Zur Landgemeinde Trzeszczany gehören folgende Schulzenämter:
Bogucice
Drogojówka
Józefin
Korytyna
Leopoldów
Majdan Wielki
Mołodiatycze
Nieledew
Ostrówek
Trzeszczany Pierwsze
Trzeszczany Drugie
Zaborce
Zadębce
Zadębce-Kolonia
Weitere Orte der Gemeinde sind Popówka, Sadzonka, Zagroble, Zamłynie und Zaolzie.